# Antonio Borrero
Antonio María Vicente Narciso Borrero y Cortázar (Cuenca, 29 ottobre 1827 – Quito, 9 ottobre 1911) è stato un politico ecuadoriano.
È stato Presidente dell'Ecuador dal 9 dicembre 1875 al 18 dicembre 1876.